# Хијерон I
Хијерон I (Ἱέρων на грчком), син Деиноменов и брат Гелонов, био је тиранин Сиракузе на Сицилији од 478. до 467. п. н. е. Наследио је Гелона захваљујући завери против трећег брата Полизела. За његове владавине је нагло нарасла моћ Сиракуе. Натерао је становнике Наксоса и Катане да се преселе у Леонтини, а Катану (коју је преименовао у Етна) је настанио с Доранима. Склопио је саевз са Акрагасом (Агригентум) и Локријце против Анаксиланта, тиранина Регија.
Његово најважније достигнуће је победа над Етрурцима и Картагињанима у бици код Куме (474. п. н. е.), захваљујући чему су кампанијски Грци спашени од етрурске доминације. Бронзани етрурски шлем (који се данас чува у Британском музеју), с натписом који славу победу, је посвећен у Олимпији.
Хијеронова владавина је такође упамћена по стварању прве тајне полиције у грчкој историји. Међутим, он је такође био познат и као покровитељ књижевности и културе. песници Симонид, Пиндар, Бахилид, Есхил и Епихармо су били активни на његовом двору, исто као и филозоф Ксенофан. Био је и активни саучесник панхеленских спортских игара, освојивши неколико победа у тркама коња и двоколица. Освојио је трку двоколица у Делфима године 470. п. н. е. (што је Пиндар опевао у првој Питијској оди) те у Олимпији 468. п. н. е. (што је Бахилид опевао у трећој победничкој оди).
Умро је у Катани године 467. п. н. е. те је тамо и сахрањен. Гроб су му при повратку уништили бивши становници града. Тиранија у Сиракузи је потрајала тек годину дана након његове смрти.